# Парк юрского периода III
«Парк ю́рского пери́ода III» (англ. Jurassic Park III) — американский научно-фантастический боевик 2001 года режиссёра Джо Джонстона по сценарию Питера Бачмана, Александра Пэйна и Джима Тейлора. Это третий фильм франшизы «Парк юрского периода», а также третий и заключительный фильм оригинальной трилогии (предыдущий фильм — «Парк юрского периода: Затерянный мир»). Это первый фильм во франшизе, снятый не Стивеном Спилбергом (который выступал в качестве исполнительного продюсера), а также первый фильм, не основанный на романе Майкла Крайтона. При этом в фильме представлены персонажи и идеи Крайтона, включая сцены из его первого романа «Парк юрского периода». Сэм Нилл и Лора Дерн повторяют свои роли из первого фильма. Среди новых актёров: Уильям Х. Мэйси, Теа Леони, Алессандро Нивола и Тревор Морган.
Фильм рассказывает о паре Кёрби и Аманды (Мейси и Леони) находящихся в разводе, которая обманывает палеонтолога доктора Алана Гранта (Нил), чтобы он помог им найти их сына Эрика (Морган), который без вести пропал на острове Исла-Сорна.
После выхода первого фильма Джо Джонстон заинтересовался режиссурой продолжения, на которое Спилберг согласился. Universal Pictures анонсировала третий фильм в июне 1998 года, а релиз был запланирован на середину 2000 года. Сценарий, написанный Бачманом, был отклонён за пять недель до съёмок. За основу взяли более простую сюжетную идею, предложенную Дэвидом Кеппом, сценаристом двух предыдущих фильмов. Пейна и Тейлора пригласили переписать сценарий Бачмана, который после этого внёс изменения в свой проект. Съёмки длились пять месяцев; они начались на Гавайях в августе 2000 года, затем продолжились в Калифорнии. Окончательный черновик сценария так и не был завершён во время производства, и Джонстон думал о том, чтобы покинуть проект. В фильме использовалась комбинация компьютерных и аниматронных динозавров. Вместо привычного тираннозавра главным антагонистом становится спинозавр.
Премьера фильма состоялась 16 июля 2001 года в амфитеатре «Gibson Amphitheatre» и 18 июля — в других кинотеатрах. Несмотря на смешанные отзывы критиков, фильм имел успех в прокате, заработав 369 миллионов долларов по всему миру и став восьмым кассовым фильмом 2001 года; но он считается самым неприбыльным фильмом франшизы. В 2015 году вышло продолжение «Мир юрского периода», которое положило начало одноимённой трилогии.

## Сюжет
После инцидента в Сан-Диего, случившегося четыре года назад, общественность узнала о клонировании вымерших динозавров, населяющих остров Сорна. Доступ туда закрыт, но предприимчивые экстремалы, пытаясь заработать, организуют поездки на остров на лодке. Вовлеченными в одну из таких поездок оказываются 12-летний Эрик Кирби и друг его матери Бен Хильдебранд, которые снимают на камеру виды острова и его обитателей с привязанного к лодке парашюта. Внезапно лодку накрывает густой туман, а когда он рассеивается, оказывается, что все пассажиры жестоко убиты (возможно, съедены спинозавром, который умеет плавать). На полном ходу судно движется в сторону скал, поэтому Бен перерезает веревку, отцепляясь от лодки, и вместе с Эриком планирует в сторону берега.
Восемь недель спустя палеонтолог доктор Алан Грант пытается найти финансирование для продолжения своих исследований велоцираптора и обсуждает свои исследования с давней коллегой Элли, предполагая, что этот вид динозавров гораздо умнее дельфинов, китов и даже приматов. Он критикует создание существ на острове Сорна, которые являются не динозаврами, а генетическими монстрами.
В один из дней к Гранту приходит Пол Кёрби со своей женой Амандой и говорит, что заплатит любую сумму, если Алан полетит с ним изучать печально известный остров Сорна на специально нанятом самолёте. Алан Грант соглашается, но его никак не покидает чувство, что скоро должно произойти что-то ужасное. Вместе с помощником Гранта, Билли, супругами Кирби и несколькими наемниками они отправляются на остров. Пилот находит место для приземления и начинает снижение, хотя доктор Грант решительно протестует против такого опасного приключения, за что получает удар по голове.
Очнувшись, он узнаёт, что на самом деле целью этого путешествия была не экскурсия, а поиски сына Кёрби. Кроме того, выясняется, что они в разводе и у них почти нет денег. Группа людей уходит в глубь леса на разведку, а Аманда, вооружившись мегафоном, зовет сына по имени. Это привлекает внимание огромного хищного динозавра, превосходящего размерами ти-рекса. Команда попыталась улететь от опасного монстра, но нос их самолёта задевает динозавра, который поедает одного из наёмников — Купера, оставшегося за бортом, что приводит к падению авиалайнера. Хищник находит и разрушает самолёт и съедает пилота Нэша. Остальным удаётся сбежать из-за того, что гигант застревает в деревьях. По дороге команда встречает тираннозавра, который бросается за ними. Встретившись, два хищника вступают в схватку, в которой тираннозавр проигрывает.
После погони группа возвращается к обломкам самолёта, попутно выясняя, что новый гигантский динозавр — это спинозавр, которого нет ни в какой документации InGen (компании, создавшей монстров на острове), что означает тайную деятельность компании на острове. Вскоре герои обнаруживают в джунглях параплан с запутавшимся в нём телом Бена, друга Аманды, который вместе с её сыном отправился в путешествие вдоль острова. Рядом с парапланом они находят видеокамеру и, судя по последней записи, понимают, что Эрик не погиб при приземлении на остров, и есть шанс найти его живым.
Продвигаясь дальше по острову, герои находят гнёзда велоцирапторов и территорию лабораторного комплекса, где выращивали и выхаживали динозавров. В лаборатории же герои обнаружили недавно умершие эмбрионы — проваленные результаты тестов по исправлению генетических ошибок и слиянию видов. Неожиданно на них нападает стая рапторов; группа бежит из лабораторий обратно в лес, где разделяется. Доктора Гранта окружают хищники. Но ему на помощь приходит Эрик, который забрасывает динозавров гранатами со слезоточивым газом. Эрик узнаёт доктора Гранта, говорит, что является его поклонником и читал его книги. Выясняется, что найти оружие на острове Эрику не удалось, а использованные гранаты были последними.
Команда снова объединяется и, в очередной раз убегая от спинозавра, оказывается в отдельном здании с наблюдательной вышкой. Поднявшись на вышку и осмотрев окрестности, Грант замечает катер на реке неподалёку. Понимая, что это их единственный шанс, герои идут к катеру, чтобы на нём доплыть вниз по реке к побережью. В рюкзаке Билли оказываются два яйца велоцираптора, которые тот украл с целью продать и получить деньги на раскопки. Между Аланом и Биллом завязывается спор, и Грант разочаровывается в своём помощнике.
Спускаясь в каньон к реке, путешественники попадают в огромную птичью клетку, где их атакуют птеранодоны. На Билли нападают сразу несколько летающих ящеров. Пол и Алан пытаются спасти его, но тот кричит им, чтобы они убегали. Потеряв Билли, остальные добираются до лодки и слышат звонок спутникового телефона — единственного доступного им на острове средства связи. Найдя телефон, Алан звонит Элли, своему бывшему партнёру по исследованиям, и успевает сказать только: «Река… объект Б…», — и на них нападает спинозавр. Гранту и Кёрби удаётся поджечь топливо, разлитое на поверхности воды. Разгромив катер, спинозавр всё же получает отпор и уходит.
Герои слышат шум океана и направляются к побережью. Но по пути их снова находят велоцирапторы, которые хотят вернуть украденные из их гнезда яйца. Аманда возвращает им пропажу, а Грант при помощи воссозданной ранее Билли на 3D-принтере гортани велоцираптора, говорит с динозаврами на их языке, заставляя их уйти. На берегу героев встречает морская пехота, вызванная Элли. Бойцы также уже успели подобрать чудом спасшегося Билли, который передал Алану потерянную шляпу. Они улетают на материк и видят, как птеранодоны, выбравшиеся из клетки, которую не закрыла Аманда, летят вместе с ними в поисках новых гнездовий.

## В ролях
- Сэм Нилл — Алан Грант, палеонтолог, который пережил инцидент на Исла-Нублар
- Уильям Мэйси — Пол Кирби, бывший муж Аманды и отец Эрика
- Теа Леони — Аманда Кирби, бывшая жена Пола и мать Эрика
- Алессандро Нивола — Билли Бреннан, ассистент Гранта
- Тревор Морган — Эрик Кирби, сын Пола и Аманды, который пропал на Исла-Сорна
- Майкл Джетер — Юдески, партнер-наёмник Кирби
- Джон Дил — Купер, вторичный наёмник Кирби
- Брюс Янг — Нэш, пилот самолёта группы
- Лора Дерн — Элли Сэттлер, автор и палеоботаник, которая посетила Исла-Нублар с Аланом в первом фильме
- Тейлор Николс — Марк, муж Элли, который работает в Государственном департаменте
- Марк Харелик — Бен Хильдебранд, парень Аманды, который пошёл на парасейлинг с Эриком
- Хулио Оскар Мехозо — Энрике Кардозо, оператор парасейлинга
- Блейк Брайан — Чарли, сын Марка и Элли

## Производство
Когда в 1993 году вышел фильм Стивена Спилберга «Парк юрского периода», его друг Джо Джонстон заинтересовался режиссурой возможного продолжения. Хотя Спилберг рассчитывал снять продолжение, он согласился, что Джонстон может снять возможный третий фильм. Второй фильм под названием «Парк юрского периода: Затерянный мир», включает в себя сцену, в которой показан тираннозавр, бушующий по Сан-Диего; Спилберг намеревался использовать эту сцену для третьего фильма, но позже решил добавить её во второй, понимая, что, вероятно, не будет режиссёром другого фильма в серии.
После выхода второго фильма Спилберг был занят другими проектами; когда его спросили о возможности выхода третьего фильма «Парк юрского периода», он ответил, что это доставит ему ужасную головную боль «просто думая об этом». Спилберг не собирался возвращаться в серию «Парк юрского периода» в качестве режиссёра, заявив, что фильмы было трудно снимать. Он был доволен режиссурой предыдущих фильмов и чувствовал, что третий фильм нуждается в ком-то новом. После выхода второго фильма Джонстон снова попросил Спилберга о режиссуре продолжения «Парка юрского периода».

### Предпроизводство
Universal Pictures анонсировала фильм в июне 1998 года со Спилбергом в качестве продюсера. Майкл Крайтон, который написал романы «Парк юрского периода», должен был сотрудничать со Спилбергом, чтобы создать сюжетную линию и написать сценарий, хотя Джонстон позже сказал, что Крайтон не имел никакого отношения к проекту. Первоначально дата выхода была запланирована на середину 2000 года. Спилберг изначально придумал сюжет с участием доктора Алана Гранта, который, как было обнаружено, жил на одном из островов InGen. По словам Джонстона: «Он пробрался после того, как его не пустили исследовать динозавров, и жил на дереве, как Робинзон Крузо. Но я не мог представить, что этот парень захочет вернуться на любой остров, на котором были динозавры после первого фильма».
Крейг Розенберг, который ранее написал сценарий и снял фильм Hotel de Love, начал писать первый черновик «Парка юрского периода III» в июне 1999 года. Спилберг и Джонстон были впечатлены предыдущей работой Розенберга, которая включала в себя сценарии триллеров для компании Спилберга DreamWorks. В черновике Розенберга были подростки, которые были оставлены на острове Сорна, а также сцена с участием водной рептилии кронозавра, которая не была показана в финальном фильме. Ещё одна удалённая сцена связана с персонажами на мотоциклах, пытающихся уклониться от хищников.
Джонстон был объявлен режиссёром фильма в августе 1999 года, при этом Розенберг всё ещё участвовал. Спилберг дал полную творческую свободу Джонстону, который сказал, что Спилберг «настоятельно указал, что я не должен пытаться копировать его». Производство должно было начаться в начале 2000 года. Предыдущие фильмы были сняты на Гавайях, и остров Кауаи был предпочтительным местом съёмок третьего фильма, хотя никаких решений не было принято до завершения сценария. Черновик Розенберга о подростках на острове Сорна был отклонён в сентябре 1999 года. Джонстон сказал, что это был «неплохо написанный сценарий», но он чувствовал, что зрители не захотят видеть такой сюжет, также сказав, что он читается как плохой эпизод сериала «Друзья».

#### Черновик Питера Бачмана
Питер Бачман был нанят для переписывания черновика Розенберга, и сделал это в начале 2000 года. В черновике Бачмана были динозавры, вызывающие серию загадочных убийств на материке, за чем следует расследование. В сценарии также есть параллельный сюжет, в которой участвуют Алан Грант, Билли и семейная авария на острове Сорна.
Черновик начинается с отдыхающей пары, которая летит на парасейлинге над островом Сорна, становясь последними туристами, пропавшими там. Представитель Государственного департамента СЛА, Харлан Финч, отправляется в Коста-Рику и встречается с экологом Симоной Гарсией, которая сообщает ему о недавнем нападении динозавров. Тем временем Грант ищет финансовых доноров для исследовательской станции хищников, которую он хочет построить на острове Сорна. Финч предлагает Гранту эксклюзивные права на исследования острова, если он поможет правительству США получить юрисдикцию над ним. Грант согласен и должен дать показания вместе с Симоной на слушании, которое состоится на следующий день в Сан-Хосе, Коста-Рика.
Грант также знакомится с Полом Роби, богатым бизнесменом, который предлагает ему пожертвование, если он проведёт воздушный тур по острову Сорна. Грант соглашается, и они пролетают над островом до слушания вместе с аспирантом Гранта Билли Хьюмом и 12-летним сыном Пола Майлзом, энтузиастом динозавров. Также в туре находится телохранитель Пола Купер и Сьюзан Брентворт, деловой партнёр и девушка Пола. Самолёт вынужден приземлиться на острове после столкновения с неопознанным объектом. Когда он снова взлетает, он попадает в спинозаврами разбивается. Затем сюжет чередуется между островом и Сан-Хосе. Слушания показывают, что нападения динозавров происходили в различных местах на материке, начиная от полуострова Нижняя Калифорния и заканчивая Панамой. Финч начинает беспокоиться о том, что динозавры размножаются, что создаёт всемирную проблему.
Сцены острова в основном разыгрывались так же, как и в окончательной версии фильма, хотя в этом проекте лабораторные последовательности в вольере и InGen были намного длиннее и сложнее. Часть сценария включала в себя то, что люди проводят ночь в лаборатории и делают её своей операционной базой, хотя велоцирапторы в конечном итоге пробираются в лабораторию, после того, как Билли украл их яйца. Люди сбегают на мотоциклах для бездорожья и укрываются в верхушках деревьев. Купер умирает от велоцирапторов, защищая Майлза, а Билли погибает от птеранодона во время сцены в вольере. Ближе к концу правительство США отправляет истребители для бомбардировки острова и уничтожения его популяции динозавров. В процессе Роби замечает пилот, и его и его семью спасают с острова. Однако Грант отказывается уходить и в своей последней сцене уходит в джунгли, включая первоначальную идею Спилберга.
Эти заключительные сцены вдохновили название «Парк юрского периода: Вымирание», хотя создатели фильма решили отказаться от этого названия, так как оно, по-видимому, предполагало окончательный конец франшизы. Джонстон также считал это расплывчатым названием, при этом «Вымирание» возможно относится к динозаврам, человеческому населению или Гранту. Название в конечном итоге было упрощено как «Парк юрского периода III». Джонстон сказал, что никто «особенно не любил» название «но вы, конечно, знали, что оно означает». Другими возможными названиями были «Парк юрского периода: Прорыв» и «Вымирание: Парк юрского периода 3».
Были найдены места съёмок, в том числе Фьордленд, Новая Зеландия, который когда-то рассматривался в качестве места съёмок для предыдущего фильма. В марте 2000 года вместо Новой Зеландии были выбраны Мауи и Гавайи.

#### Кастинг и поздние переписывания
Сэм Нилл подписал контракт на проект в июне 2000 года, повторив свою роль Алана Гранта. Джонстон позже описал Гранта в третьем фильме как более циничного и саркастического после опыта персонажа в первом фильме. Нилл был рад вернуться, так как чувствовал, что его выступление в первом фильме могло бы быть лучше. Гавайи стали местом съёмок для трёхнедельных съемок, и съёмки в целом, должны были занять 18 недель. Они должны были начаться в августе 2000 года, а предполагаемая дата выхода — в июле 2001 года. Уильям Х. Мэйси изначально отказался от своей роли из-за конфликтов в расписании, и съёмки были отложены на месяц. Мэйси работал с Лорой Дерн над фильмом 2001 года «Фокус», и она призвала его принять роль в «Парке юрского периода III». Тревор Морган и Теа Леони также были объявлены членами актёрского состава.
Джонстон чувствовал, что черновик Бачмана был слишком сложным, особенно в том, чтобы вернуть Гранта на остров динозавров. Когда сценарист Дэвид Кепп вёл обсуждения с Джонстоном, он предложил более простой сюжет «спасательной миссии». Кепп написал сценарии к двум предыдущим фильмам, но не участвовал в написании сценария для «Парка юрского периода III». В июле 2000 года, примерно за пять недель до начала съёмок, Джонстон и Спилберг отклонили весь второй сценарий, потому что были недовольны им; на фильм уже было потрачено 18 миллионов долларов, уже были сделаны раскадровки. Некоторое строительство постройки также уже началось. Отказ последовал после того, как Джонстон и Спилберг одобрили идею сюжета Кеппа, полагая, что она превосходит предыдущий сюжет. Многие сцены из второго отклоненного черновика, а некоторые из первого, были включены в окончательную версию фильма как способ спасти работу, которая была вложена в проект до этого момента. В то время как место съёмок рассматривались Национальный памятник динозаврам в штате Юта и военная база в Оаху.
Александр Пэйн и Джим Тейлор начали переписывать сценарий Бачмана в июле 2000 года, а Спилберг подписал соглашение с Universal о получении 20 % прибыли от фильма. Пэйн и Тейлор были наняты для улучшения персонажей и сюжета фильма, так как сценарий в основном состоял из экшна. Они были удивлены, получив предложение о написании сценария, так как проект отличался от прошлых фильмов, над которыми они работали, но Universal была впечатлена их переписыванием сценария фильма «Знакомство с родителями». Пэйн и Тейлор не были ярыми поклонниками франшизы «Парк юрского периода», хотя Тейлору понравилась её предпосылка. Два сценариста посмотрели предыдущие фильмы и провели следующие четыре недели, написав свой черновик сценария.
Пэйн и Тейлор ранее написали сценарий к фильму «Гражданка Рут», в котором снялась Дерн. Она также сыграла Элли в первом фильме «Парк юрского периода». Персонаж отсутствовал в предыдущем сценарии «Парк юрского периода III», поэтому Пэйн и Тейлор решили написать небольшую часть для Дерн, чтобы она повторила свою роль. Изначально она не решалась снова появиться только в камео, поэтому Спилберг предположил, чтобы Элли сыграла важную роль в спасении персонажей на острове. Дерн была убеждена после того, как узнала, что Пэйн и Тейлор работают над сценарием. В одном черновике персонажи Нила и Дерн были парой в процессе расставания. Джонстон сказал: «Я больше не хотел видеть их как пару. Во-первых, я не думаю, что они похожи на пару. Было бы неудобно всё ещё видеть их вместе. И Лора Дерн не выглядит так, будто она состарилась за последние 15 лет!».
Бачман внёс последующие изменения в сценарий, Джон Огаст также проделал над работу, не указанную в титрах. Большая часть юмора, добавленного Пэйном и Тейлором, не была использована в окончательной версии фильма. По словам Пэйна: «Мы дали им новый сценарий, а затем посмотрели фильм, и оставили экшн. Остальное они убрали!». Упоминание в титрах досталось Бачману, Пэйну и Тейлору. Джонстон описал окончательный фильм как более простой, быстрый и интенсивный, чем предыдущие фильмы.

### Съёмки
Окончательный черновик сценария так и не был завершён во время производства. Первый акт был по большей части закончен, но средняя часть сценария была не такой полной, а концовка ещё не была написана. Съёмки начались 30 августа 2000 года и длились пять месяцев. Съёмки сценария были длительным процессом из-за технической подготовки перед сценами. Во время съёмок Мэйси раскритиковал проект. Комментируя медленный темп съёмок, он сказал: «Мы бы сделали четверть страницы, [или] через несколько дней, восьмую часть страницы. И это был бы полный 12-часовой день». Джонстон сказал, что съёмки были отложены на несколько дней, в первую очередь из-за погоды и неожиданных технических проблем, хотя он был доволен тем, каким получилось расписание, учитывая эти проблемы.
Мэйси также отметил, что исполнительного продюсера Спилберга не видели на съёмочной площадке, несмотря на кресло с его именем, которое всегда присутствовало, и Мэйси сказал: «Вы не знаете, угроза это или обещание!». Спилберг был занят созданием фильма «Искусственный разум». В то время как Мэйси был впечатлен сценами «Парк юрского периода III», он раскритиковал проект за то, что он начал работу без готового сценария: «Сценарий развивается и переписывается по мере того, как мы ведём съёмки, и то, что вы хотите сказать, это: „Кто спустил корабль стоимостью 100 миллионов долларов без руля, и кого увольняют за это?“. Но так оно и есть. Вот как они снимают эти фильмы… большое дело. Я думаю, что кого-то нужно снять, но я не главный». Джонстон сказал, что актёры прошли через некомфортные постановочные съёмки и что Мэйси, возможно, просто сделал критические комментарии в плохой день съёмок. Когда фильм приближался к выходу, Мэйси сказал: «Это было самое удивительное, что я когда-либо делал в этом бизнесе».
Джонстон несколько раз думал об уходе из проекта из-за неопределённости в том, как получится фильм, учитывая, что у него не было законченного сценария. Он сказал, что создание фильма было «живым адом на ежедневной основе», и эти съёмки без готового сценария были «нервными, но это также был способ освободить весь творческий процесс. Мы могли буквально решить в тот день, как мы хотели бы, чтобы сцена развивалась. Я не говорю, что это способ снимать фильмы, но это даёт вам больше свободы». Джонстон сказал, что актёры были «очень гибкими» и что они справились с отсутствием готового сценария «как можно лучше».
Актёр Алессандро Нивола раскритиковал фильм после его выхода, сказав в интервью 2002 года: «Это был единственный фильм, который я когда-либо делал, в котором мне просто не за что было зацепиться, с точки зрения персонажей. […] Это было немного безумно». Во время съёмок актёры часто были в синяках. Леони сказала: «Мой грим был больше для того, чтобы скрыть настоящие синяки, чем для создания поддельных». Майкл Лантьери, который работал над предыдущими фильмами, вернулся в качестве консультанта по спецэффектам. Лантьери сказал, что «Парк юрского периода III» был самым физически требовательным фильмом в серии: «У нас был актёрский состав, который был готов получить настоящие синяки и удары, быть рядом с настоящей жарой и на самом деле пойти под воду».

#### Места съёмок
Съёмки начались на Аэродроме Диллингем в Мокулея, Гавайи, и продолжились на Оаху в начале сентября 2000 года. Съемки на острове Оаху включали Heeia Kea Ranch. Затем в течение двух дней прошла аэрофотосъёмка скал северного берега Молокаи, а затем в течение недели съёмки проходили на Кауаи, где местами были Ханалеи и тропические леса в Маноа. Съёмки на Гавайях завершились в середине сентября 2000 года, после того как сцены были сняты на южной развилке реки Ваилуа на Кауаи. К тому времени был нанят Джон Огаст для изменения сценария, хотя он не был указа титрах, потом последовала дополнительная работа от Бачмана. Мэйси также написал сценарий к одной сцене.
После съемок на Гавайях производство переехало в Калифорнию. Лекция о динозаврах, прочитанная персонажем Гранта, была снята в Западном колледже в Лос-Анджелесе 10 октября 2000 года. Сцены были сняты в конце месяца в Center Bay Studios в Лос-Анджелесе. Другими местами съемок в Калифорнии были каменный карьер в Ирвиндейле, интерьер комплекса InGen был снят на складе, расположенном к востоку от в даунтауне Лос-Анджелеса. Ещё одна сцена была снята на озере Эль-Мираж, где Удески и наёмники готовятся к своему визиту на остров Сорна. Небольшая роль Дерн была снята за один день. Сцены, действие которых происходит в доме Элли, были сняты в Саут-Пасадине, Калифорния.
Съемки перенесены в бэклот Universal Studios в Лос-Анджелесе на 96 дней. Художник-постановщик Эд Верро и гринсмен Дэнни Ондрейко создали тропический лес в джунглях на 12-й сцене Universal. Ондрейко и его команде из 14 человек потребовалось два месяца, чтобы создать набор джунглей, а команда Лантьери создала туман с помощью труб. Джонстон был впечатлён декорацией и с трудом отличил его от джунглей на Гавайях.
Самой сложной сценой для Лантьери было нападение спинозавра на самолёт, которое было снято на звуковой сцене. Команда Лантьери построила четыре самолёта для сцены, которая начинается с разбившегося в дереве самолёта, в 4,6 метрах над землёй. Самолёт вскоре падает на землю и катится вокруг спинозавра. Для ранней части сцены Лантьери создал пневматический карданов подвес, замаскированный под дерево, с плоскостью, расположенной сверху. Карданов подвес имел мощность 100 лошадиных сил и приводился в движение гидравликой и шлангами, что позволяло встряхивать и наклонять самолёт. В самолёте также была отрывная кабина для сцены, в которой спинозавр отрывает переднюю часть.
Более поздняя часть сцены атаки потребовала тесного сотрудничества с командой Уинстона, которая создала полномасштабный реквизит для ног спинозавра, управляемый кукловодами. Нога, подвешенная в воздухе двумя столбами, была захлопнута в один из реквизитов фюзеляжа самолёта. Другой опорный самолёт был сфальсифицирован гидравлической машиной, которая раздавила фюзеляж изнутри, создавая впечатление, что он был раздавлен спинозавром. С помощью другого реквизита актёры были сняты внутри фюзеляжей, когда он катился. Актёры согласились сделать свои трюки для сцены, что Мэйси сравнил с тем, что находится внутри сушилки для белья. Каскадёры были использованы только в одном кадре.
Это первый фильм в серии, который не основан на романе, хотя он включает в себя персонажей и идеи Крайтона, который написал романы, на которых основаны два предыдущих фильма. Крайтон получил упоминание в титрах «основано на персонажах, созданных». Сцены, связанные с вольером с птерозаврами и нападением тираннозавра на речной плот, были представлены в первом романе «Парк юрского периода». Хотя эти сцены отсутствовали в экранизации романа, они были добавлены в «Парк юрского периода III». Нападение спинозавра на лодку в фильме является изменённой версией сцены из романа.
На озере Фоллс, расположенном на участке Universal, Верро и его команда построили гигантскую каменную стену как часть декорации, на которой был бы изображен вольер InGen с птеронадонами. Три месяца были потрачены на укладку пенопластовых блоков, которые были отлиты вручную, чтобы сформировать зазуюренный камень. Впоследствии команда построила 10-этажный трёхсторонний строительный лес, покрытый сеткой, чтобы имитировать вольер. Сцена с вольером была снята в начале декабря 2000 года. Затем декорация была переделана для ночной сцены, в которой спинозавр нападает на лодку. Сцена включала дождь и огонь и заняла девять ночей съёмок. Часть сцены требовала, чтобы Мэйси забрался на гигантский кран и отвлёк спинозавра. Мэйси упал с крана, но не пострадал. Другая часть сцены требовала от актёров выступления под водой. Сцена, изображающая спутниковый телефон в фекалиях спинозавра, была снята с использованием 950 литров овсянки.

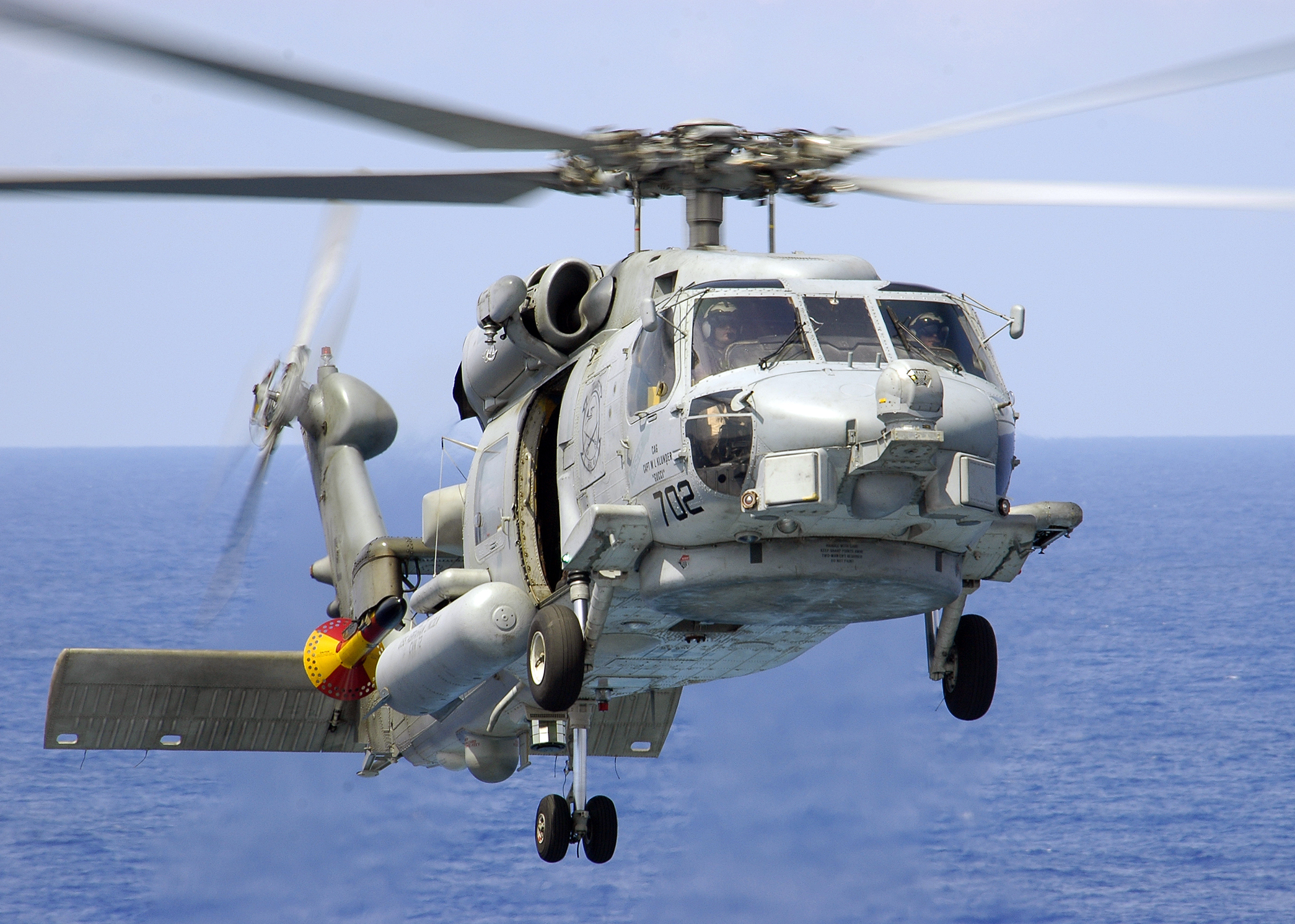
Пентагон одолжил производственной группе два вертолёта Sikorsky SH-60 Seahawk.

В черновике сценария от ноября 2000 года Государственный департамент США должен был отправить вертолёт и Элли, чтобы спасти персонажей, а Элли объяснила, что она прибыла благодаря хорошему другу из департамента. Эта концовка не считалась достаточно захватывающей, в результате чего была сделана концовка с прибытием морских пехотинцев и военно-морского флота, чтобы спасти персонажей, исключая Элли. В окончательной версии фильма мужем Элли является сотрудник Государственного департамента, хотя его участие в спасении группы не указано. Новая концовка была написана в декабре, и Пентагон одолжил на производство два Sikorsky SH-60 Seahawks, а также четыре AAV7 и 80 морских пехотинцев. Производство вернулось на Гавайи в январе 2001 года, чтобы снять концовку на пляже Пилаа на Кауаи. Самая длинная черновая версия фильма без титров длилась около 96 минут. Окончательная версия фильм, включая титры, длится 92 минуты, что делает его самым коротким фильмом всей серии.

### Животные

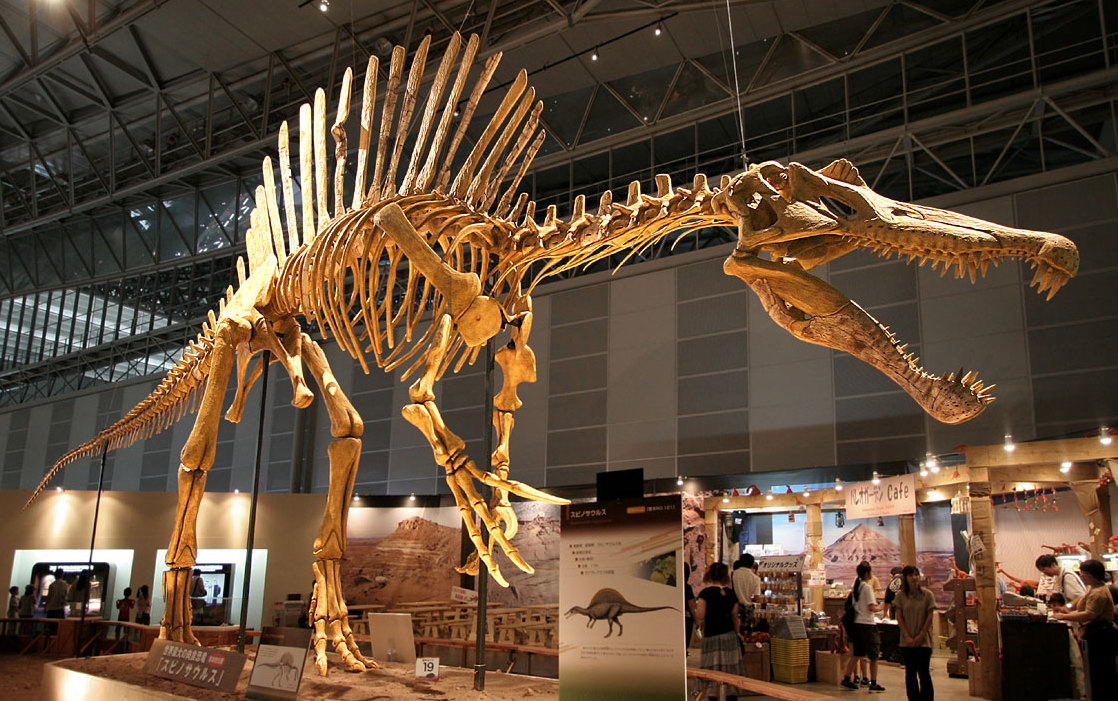
Спинозавр занимает видное место в фильме.

Как и в предыдущих фильмах, динозавров создала Industrial Light & Magic с помощью графики CGI, а Стэн Уинстон и его команда создали аниматронику. Аниматроники были более продвинутыми, чем те, которые использовались в предыдущих фильмах, и имели возможность моргать, для повышенного чувства реализма. В то время как аниматроники использовались для съёмок крупным планом, в других сценах использовались палочки с прикрепленными изображениями голов динозавров в качестве заполнителей, на которые актёры могли реагировать.
Кукловоды работали вместе над созданием движений тираннозавра, спинозавра и велоцирапторов. Несколько кукловодов были назначены для работы с различными частями каждого динозавра, в некоторых случаях для работы требовались часы практики синхронно. Аниматроники были мощными и считались опасными, так как один неправильный ход мог убить кого-то. Одна сцена, изображающая смерть Юдески, была снята с членом команды Уинстона Джоном Розенгрантом в частичном костюме хищника.
Команде Уинстона потребовалось примерно 13 месяцев, чтобы спроектировать и создать различных практичных динозавров. ILM отсканировала скульптуры динозавров, также созданные командой Уинстона, для создания компьютерных версий животных. ILM разработала некоторых динозавров полностью с помощью CGI, включая анкилозавра и брахиозавра. Новыми динозаврами, не показанными в предыдущих фильмах, были анкилозавр, в дополнение к цератозавру и коритозавру.
Как и в предыдущих фильмах, техническим консультантом работал палеонтолог Джек Хорнер. Хорнер был привлечён в начале разработки фильма, когда рассматривались сюжетные идеи. После двух фильмов создатели фильма хотели заменить тираннозавра новым динозавром-антагонистом. Изначально рассматривался барионикс, и ранние концептуальные плакаты отражали это. Хорнер убедил создателей фильма заменить тираннозавра на более крупного спинозавра, животное, у которого был характерный парус на спине. Джонстон сказал, что «многие динозавры имеют очень схожий силуэт с тираннозавром … и мы хотели, чтобы аудитория мгновенно узнала это как что-то другое». Хорнер предположил, что тираннозавр был скорее падальщиком, в то время как спинозавр был настоящим хищником.. Рев спинозавра был создан путёи смешивания низких густальных звуков льва и аллигатора, плача медвежонка и удлинённого крика большой птицы, который придавал рёву хриплое качество.
Уинстон и его скульпторы создали первоначальный дизайн спинозавра, затем Хорнер представил своё научное мнение. Команда Уинстона начала с версии спинозавра с макетом 1/16, прежде чем создать версию в масштабе 1/5 с более подробной детализованной версией, что привело к созданию окончательной, полномасштабной версии. Процесс занял 10 месяцев. Аниматронный спинозавр был построен от колен и выше, а сцены со всем телом животного были сделаны с помощью CGI. Аниматроник длиной 44 фута весил 13 тонн и был быстрее и мощнее, чем 9-тонный тираннозавр. Уинстону и его команде пришлось убрать стену, чтобы вытащить спинозавра из студии Уинстона, расположенной в Ван-Найс, Калифорния. Затем он был доставлен на бортовом грузовике в джунгли, установленные на 12-й сцене. Верро должен был спроектировать декорацию для размещения динозавра; был размещён след, который позволял перемещать динозавра назад и вперёд. Четыре техника Уинстона должны были полностью управлять спинозавром.
Битва между спинозавром и тиранозавром была одной из последних сцен, снятых для фильма, были использованы два аниматроника. Аниматроник тираннозавра из предыдущего фильма был перерисован. Аниматроник спинозавра был настолько мощным, что оторвал голову от тираннозавра во время съёмок. Джонстон сказал, что битва была предназначена как современный оммаж различным более ранним фильмам, в которых были динозавры, созданные Рэем Харрихаузеном. В раннем сценарии была показана сцена смерти спинозавра ближе к концу фильма, так как Грант использовал резонансную камеру, чтобы вызвать стаю хищников, которые нападали и убивали его.
Из-за новых открытий и теорий в области палеонтологии несколько динозавров в этом фильме изображены иначе, чем в предыдущих. Открытия, свидетельствовающие о том, что велоцирапторы были пернатыми, побудили к добавлению перьевых структур на голове и шее самцов. Хорнер сказал: «Мы нашли доказательства того, что у велоцирапторов были перья или похожие на перья структуры, и мы включили это в новый вид хищника».

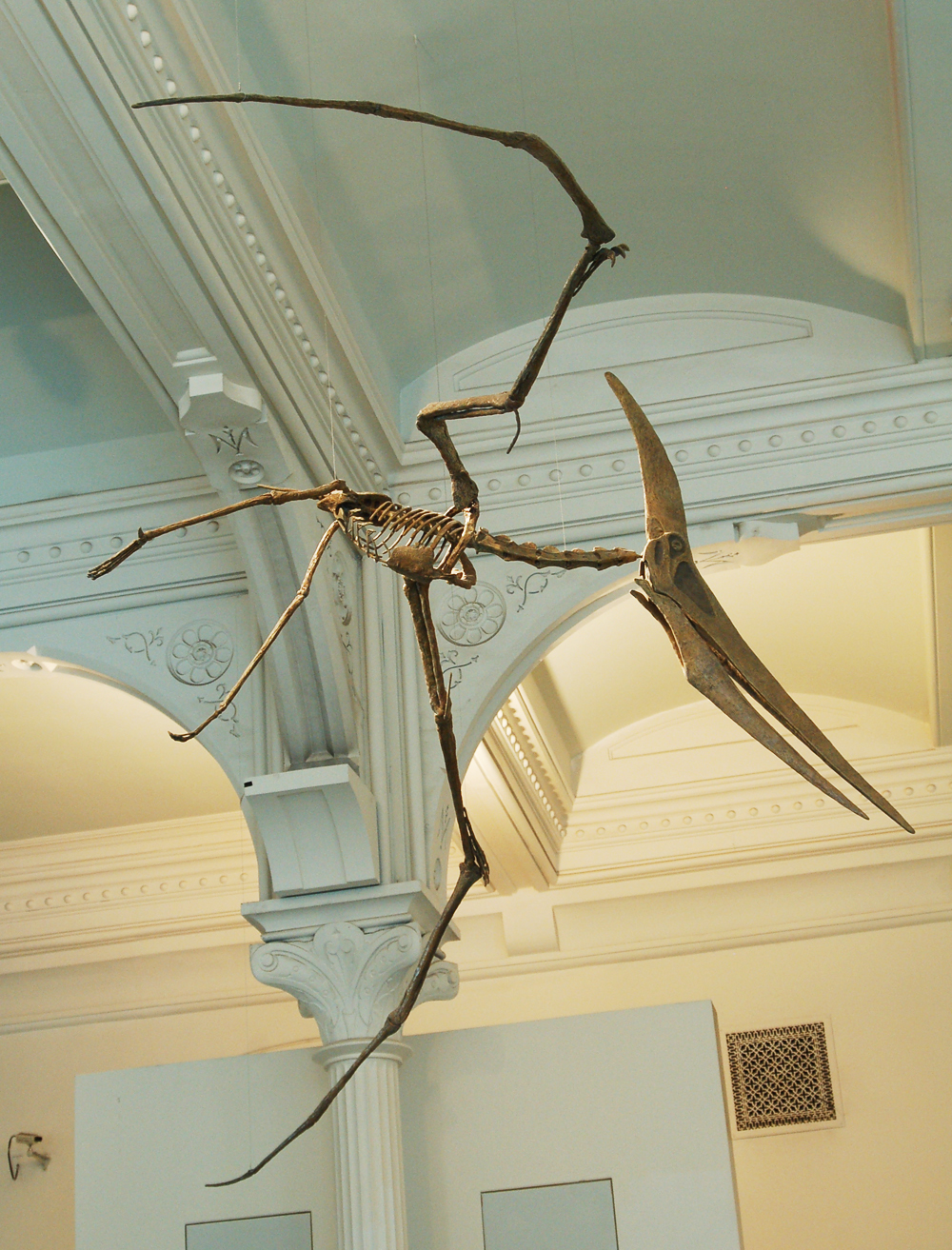
Спилберг настаивал на том, чтобы Джонстон снял в фильме птеранодонов.

Спилберг настаивал на том, чтобы Джонстон включил птеранодонов, которые были удалены из предыдущих фильмов по бюджетным причинам, за исключением кратковременного появления в «Парке юрского периода: Затерянный мир». Птеранодоны, представленные в «Парке юрского периода III», являются вымышленной версией настоящего животного. Уинстон и его команда создали модель птеранодона с размахом крыльев 40 футов, хотя животные преимущественно показаны в фильме через CGI. Аниматоры ILM изучали кадры летучих мышей и птиц во время полёта, а также тесно сотрудничали с экспертом по птеранодонам для создания лётных движений. Кроме того, команда Уинстона спроектировала и создала пять бибабо, чтобы изобразить детёнышей птеранодонов в гнезде, а кукловоды работали под гнездом, чтобы управлять ими. Джонстон выбрал птеранодонов для завершения фильма, потому что он хотел финальную сцену «этих красивых и элегантных животных». В какой-то момент обсуждалась заключительная сцена, в которой птеранодоны будут атаковать выживших на своём вертолёте после отъезда с острова. Это было удалено по бюджетным причинам.
Фильм содержит более 400 кадров с эффектами, что примерно в два раза больше, чем в двух предыдущих фильмах вместе взятых. Большинство сцен было для боя между тираннозавром и спинозавром, а также для сцены с птеранодонами. Менее половины кадров были связаны с динозаврами, так как аниматоры также должны были сосредоточиться на окружающей среде, такой как листва джунглей, изменённая динозаврами. Некоторые кадры длились всего несколько секунд, но требовали месяцев работы.

## Музыка
Композитор Джон Уильямс, который работал над предыдущими фильмами, был занят написанием музыки для «Искусственного разуму»; он порекомендовал Дону Дэвису написать музыку к фильму. Оригинальные темы Уильямса и несколько новых, например, для спинозавра, которые были сосредоточены на низких звуках, в музыку были интегрированы тубы, тромбоны и сиампаны. Битва между спинозавром" и тираннозавром, которую Дэвис сравнил с боем Кинг-Конга с динозаврами в фильме 1933 года, сопоставляют тему спинозавра"с той, которую Уильямс написал для тираннозавра. Кроме того, в сцене в ресторане была использована песня Рэнди Ньюмана «Big Hat, No Cattle». Саундтрек вышел в июле 2001 года.

## Маркетинг и товары
Тизер-трейлер фильма вышел онлайн в сентябре 2000 года, а также был включен в DVD предыдущих фильмов. Первое изображение из фильма вышло четыре месяца спустя. Universal избегала чрезмерного раннего маркетинга, чтобы предотвратить возможную негативную реакцию; студия считала, что осведомлённость о фильме уже достаточна. Маркетинг начался в апреле 2001 года, за три месяца до выхода фильма. Первые кадры из фильма были показаны во время финала второго сезона сериала Survivor в мае 2001 года, официальный сайт был запущен в конце июня. Среди рекламных партнеров были Kodak и Coca-Cola Company. В США не было никаких рекламных акций фаст-фуда, хотя детские игрушки, основанные на фильме, были предложены в канадских магазинах Burger King.
Также была опубликована новеллизация Скотта Чинчина, предназначенная для детей. Чинчин также написал три детские книги: «Приключения в Парке юрского периода: Выживший», подробно описывающая восемь недель, которые Эрик провёл в одиночестве на острове Сорна; «Приключения в Парке юрского периода: Добыча», в которой Эрик и Алан возвращаются на остров Сорна, чтобы спасти группу кинематографистов-подростков и «Приключения в Парке юрского периода: Нечто летающее», в которой Эрик и Алан ведут дом птеранодона после того, как они гнездятся в тематическом парке Universal Studios.
В начале 2001 года Hasbro выпустила линию 89 мм-ых фигурок, включая электронных динозавров, людей и транспортных средств. Фигурки были уменьшены по сравнению с предыдущими линейками «Парк юрского периода», произведённых Kenner. Другие игрушки были выпущены компанией Lego Studios, а Playskool выпустила линию под названием Jurassic Park Junior.
В 2011 году вышло несколько игр. Knowledge Adventure разработала 3 игры, Jurassic Park III: Danger Zone!, Jurassic Park III: Dino Defender и Scan Command: Jurassic Park, все на Windows. Три других были выпущены Konami для Game Boy Advance, включая Jurassic Park III: The DNA Factor, Jurassic Park III: Island Attack. Jurassic Park III: Park Builder. Также была выпущена аркадная игра Jurassic Park III.
В ноябре 2001 года, чтобы продвигать предстоящий выхода фильма на видео, Universal запустила веб-сайт вирусного маркетинга для Isla Travel, вымышленного туристического агентства острова Сорга.

### Реклама мобильного телефона
Для выхода фильма на видео Universal в партнёрстве с компанией Hop-On выпустила «первый в мире одноразовый мобильный телефон», который был бы доступен через пакетное предложение при покупке фильма. Телефоны должны были быть доставлены бесплатно клиентам, которые ответили на выигрышную рекламную карту, которая поставлялась с выбранными копиями фильма. Около 5000 экземпляров фильма содержали выигрышную карту, и примерно 1000 из них были погашены.
Акция была отменена, потому что телефоны не могли быть закончены вовремя. Расследование San Francisco Chronicle показало, что образцы версий мобильных телефонов Hop-On на самом деле были модифицированными телефонами Nokia; у Hop-On были проблемы с собственным дизайном. Вместо этого клиенты, которые должны были получить мобильные телефоны, получили чек на 30 долларов и бесплатный DVD.

## Выход
Премьера фильма состоялась 16 июля 2001 года в Gibson Amphitheatre in Лос-Анджелесе, Калифорния; через два дня фильм вышел в США и других странах. Нилл, житель Новой Зеландии, провёл премьеру фильма в Австралазии в городе Данидин в августе.
11 декабря 2001 года фильм был выпущен VHS и DVD. Он был выпущен одновременно с предыдущими фильмами в издании Jurassic Park Trilogy, в ноябре 2005 года в издании Jurassic Park Adventure Pack. В 2011 году фильм был выпущен как часть Blu-ray-издания Jurassic Park: Ultimate Trilogy. Фильм также был включён в 4K UHD Blu-ray-издание Jurassic Park, которое было выпущено 22 мая 2018 года.

## Восприятие

### Кассовые сборы
В день выхода фильм заработал 19 миллионов долларов. В то время у него было второй по величине выход в среду среди всех фильмов, после фильма «Звёздные войны. Эпизод I: Скрытая угроза». Всего за пять дней он заработал в общей сложности 80,9 миллиона долларов. Фильм также заработал 50,3 миллиона долларов за трёхдневный уик-энд. Когда фильм вышел, он занял третье место по уик-энду выхода в июле, после фильмов «Люди в чёрном» и «Люди Икс». Это был первый раз, когда четыре фильма подряд заработали в первый уик-энд более 45 миллионов долларов, присоединившись к фильмам «Планета обезьян», «Час пик 2» и «Американский пирог 2». Кроме того, это был один из четырёх последовательных фильмов Universal 2001 года, которые заработали 40 миллионов долларов в свой первый уик-энд, вместе с фильмами «Мумия возвращается», «Форсаж» и «Американский пирог 2». Фильм в конечном итоге заработал 181,2 миллиона долларов в США и 368,8 миллионов долларов по всему миру, что делает его восьмым кассовым фильмом 2001 года во всем мире. Несмотря на это, это самый неприбыльный фильм во франшизе.

### Критика
На Rotten Tomatoes фильм имеет рейтинг 49 % на основе 188 отзывов со средней оценкой 5,30 из 10. Консенсус сайта гласит: «„Парк юрского периода III“ темнее и быстрее, чем его предшественники, но это не совсем компенсирует продолжающийся творческий упадок франшизы». На Metacritic фильм имеет рейтинг 42 из 100, основанный на 30 отзывах, что указывает на «смешанные или средние отзывы». Аудитория, опрошенная CinemaScore, дала фильму среднюю оценку «B−» по шкале от A+ до F. На Metacritic это был фильм с самым низким рейтингом франшизы «Парк юрского периода» до выхода фильма «Мир юрского периода: Господство» в 2022 году и остается фильмом с самым низким рейтингом в оригинальной трилогии «Парк юрского периода». Дистрибьютор фильма Universal не разрешил публиковать рецензии до выхода фильма.
Оуэн Глейберман из Entertainment Weekly, который похвалил предыдущие фильмы «Парк юрского периода», присудил третьему фильму оценку C, написав: «„Парк юрского периода III“ не претендует на то, чтобы быть чем-то большим, чем гусиная поездка в тематическом парке для детей, но это такая рутинная поездка. Волшебство Спилберга исчезло, как и его балетное лёгкое прикосновение, и это делает большую часть этого 90-минутного фильма более скучным, чем скучным персонажей». Дерек Элли из Variety назвал фильм «всебоевикос, суматохой и не забудьте-купить-компьютерную-игру поездкой, которая делает два предыдущих фильма похожими на модели классического кинопроизводства». Бен Варконтин из PopMatters назвал его «не такой хорошей поездкой, как первый, но чёртов вид лучше, чем у второго». Apollo Movie Guide назвал фильм «почти таким же, как первый фильм», «без необходимости в новых идеях или даже сценарии». Empire дал фильму 3 звезды из 5, назвав его «коротким, разрозненным и периодически страшным».
На Ebert and Roeper, Ричард Роупер дал ему большой палец вниз, а Роджерт Эберт дал большой палец вверх. В последующей рецензии Эберт назвал его «лучшим летним блокбастером». В своей письменной рецензии Эберт дал фильму три звезды и сказал, что он «не такой впечатляющий, как первый фильм, и не такой сложный, как второй, но по-своему фильм категории B, это хорошая маленькая машина для острых ощущений». Он также написал: «Я не могу похвалить его за его искусство, но я не должен пренебрегать его ремеслом, и на этом основании я рекомендую его». Палеонтолог Роберт Т. Бэккер, ранний пионер связи динозавров и птиц, сказал, что перья, добавленные к велоцирапторам, «выглядели как макушка кукушек-подорожников», но признал, что перья являются сложными предметами для компьютерной анимации, и предположил, что у хищников «Парка юрского периода IV» будут более реалистичное оперение. Спилберг, по словам его пресс-секретаря, был «очень доволен» работой Джонстона над фильмом. В 2002 году Крайтон сказал, что не смотрел фильм. Некоторые поклонники серии были расстроены решением убить тираннозавра и заменить его новым динозавром.

### Ретроспективные оценки
Некоторые более поздние отзывы о фильме были положительными, несколько критиков объявили его выше «Парка юрского периода: Затерянный мир». Ретроспективные отзывы также высоко оценили сцену в вольере. Саймон Брю из Den of Geek заявил в 2007 году, что фильм обладает «эффективностью и направленностью», которых не хватало в предыдущем фильме. Ему понравились декорации, но он критиковал внезапную концовку. Сравнивая первый фильм с «Парком юрского периода III», Дэвид Чен из /Film написал в 2009 году, что оригиналу удалось «захватить зрителей и заставить их задуматься», а последний «не сделал ничего особенно хорошо».
Несколько критиков написали о фильме в 2015 году, когда вышел «Мир юрского периода». Джастин Харп из Digital Spy написал, что, несмотря на недостатки «Парка юрского периода III», он «остается чрезвычайно приятным для просмотра и визуально впечатляющим. Ему удаётся найти чёткий баланс между моментами ужаса и искренним смехом». Хотя Харп считал фильм чёрной овцой сериаи, он описал его как «свежий, захватывающий и, самое главное, очень весёлый». Мэтт Голдберг из Collider написал, что у фильма «на самом деле нет никаких причин существовать, кроме как доказать, что франшиза, возможно, никогда не должна была быть франшизой с самого начала». Он заявил, что фильм «слишком взволнован, чтобы вы знали, что [хищники] могут говорить друг с другом в голосе, что в конечном итоге выглядит просто смешно. Такое ощущение, что нам не хватает субтитров». Заки Хасану из Sequart Organization понравился фильм, но он написал, что у него есть такие проблемы, как внезапная концовка.
Entertainment Weekly в 2018 году написал «то, чего не хватает сюжету в достоверности, он компенсирует соотносимостью». Журнал похвалил его как единственный фильм в серии, который «не имеет ничего общего с научной глупостью или зловещими корпоративными силами», написав, что это был «возможно, самый оригинальный» фильм из всех. Нил сказал в 2021 году, что, по его мнению, фильм «слишком легко отклоняется», считая, что он «довольно чертовски хорош», за исключением последних 10 минут и «поспешной» концовки.

### Награды и номинации
| Премия                    | Дата церемонии | Категория | Получатель(и)            | Результат | Примечания |
| ------------------------- | -------------- | --- | ------------------------ | --------- | ---------- |
| BMI Film Awards           | 15 мая 2002    | Лучшая музыка | Дон Дэвис и Джон Уильямс | Победа    | [ 169 ]    |
| Золотая малина            | 23 марта 2002  | Худший ремейк или сиквел                                                                                                  |                          | Номинация | [ 170 ]    |
| Golden Reel Awards        | 23 марта 2002  | Лучший звуковой монтаж — эффекты и фоли                                                                                   |                          | Номинация | [ 171 ]    |
| Золотой трейлер           | 2002           | Лучший фильм ужасов/триллер                                                                                               |                          | Номинация | [ 172 ]    |
| Спутник                   | 19 января 2002 | Лучшие визуальные эффекты                                                                                                 | Джим Митчелл             | Номинация | [ 173 ]    |
| Спутник                   | 19 января 2002 | Лучший звук | Хауэлл Гиббенс           | Номинация | [ 173 ]    |
| Сатурн                    | 10 июня 2002   | Лучший научно-фантастический фильм                                                                                        |                          | Номинация | [ 174 ]    |
| Сатурн                    | 10 июня 2002   | Лучшие спецэффекты |                          | Номинация | [ 174 ]    |
| Stinkers Bad Movie Awards | 2002           | Худшая актриса | Теа Леони                | Номинация | [ 175 ]    |
| Stinkers Bad Movie Awards | 2002           | Худший сценарий для фильма стоимостью более 100 миллионов долларов по всему миру с использованием голливудской математики |                          | Номинация | [ 175 ]    |
| Stinkers Bad Movie Awards | 2002           | Худший сиквел |                          | Номинация | [ 175 ]    |

## Продолжение
Следующий фильм в серии, «Мир юрского периода», вышел в 2015 году, после длительного периода разработки. Режиссёром выступил Колин Треворроу, а Спилберг снова стал исполнительным продюсером. Он запустил трилогию «Мир юрского периода». Нилл и Дерн вернулись к ролям в третьем фильме, «Мир юрского периода: Господство», вышедшим в 2022 году.